# .com
A .com egy internetes legfelső szintű tartomány kód, melyet 1985-ben hoztak létre.
Jelentése commercial (kereskedelmi). Eredetileg kereskedelmi szervezetek általi használatra szánták a domaint, később kezdték el általánosan használni.
Ma a Verisign tulajdonában van. A .com domaint sokkal gyakrabban használják az amerikai cégek, mint a hasonló .us domaint.
A .com domain egyike volt az internet első domain-jeinek, a következőkkel együtt: edu, gov, mil, net, org, és int. A domain a legnagyobb top-level domainné nőtte ki magát. A .com a névadója a "dot-com lufi" jelenségnek is, amely a kilencvenes évek végén volt jelen. A jelenség során egyre többen kezdték használni az internetet.

## Története
A domain com a legfelső szintű domainek egyike volt, amikor a Domain Name Systemet 1985. január 1-jén először implementálták az internetre. A tartományt az Egyesült Államok Védelmi Minisztériuma kezelte, de az osztály a tartomány karbantartására az SRI International-lel kötött szerződést. Az SRI létrehozta a DDN-NIC-et, más néven SRI-NIC-et vagy egyszerűen a NIC-t (Network Information Center), majd online elérhető a nic.ddn.mil domain néven. 1991. október 1-jétől az üzemeltetési szerződést a Government Systems Inc.-nek (GSI) ítélték oda, amely alvállalkozásba adta a Network Solutions Inc.-vel (NSI).
1993. január 1-jén a National Science Foundation vette át a karbantartási felelősséget, mivel a com-ot elsősorban nem védelmi célokra használták. Az NSF az üzemeltetést a Network Solutions-szel (NSI) kötötte. 1995-ben az NSF felhatalmazta az NSI-t, hogy a domain létrehozása óta először kezdjen el éves díjat felszámítani a regisztrálóktól. Kezdetben a díj évi 50 USD volt (2024-ben 103 USD-nek felel meg), ebből 35 USD az NSI-hez, 15 USD pedig egy állami alaphoz került. Az új regisztrációkért az első két évben fizetni kellett, így az új domain regisztrációs díja 100 USD. 1997-ben az Egyesült Államok Kereskedelmi Minisztériuma vette át a hatalmat ezen első hét általános TLD felett. Jelenleg a Verisign üzemelteti, amely felvásárolta a Network Solutions-t. A Verisign később leválasztotta a Network Solutions nem regisztrációs funkcióit egy külön céggé, amely továbbra is regisztrátorként működik. Az angol nyelvben a domaint gyakran kezdőponttal írják, és általában dot-com-nak ejtik, és így került be a köznyelvbe.
Bár a com domainek eredetileg kereskedelmi jogalanyok kijelölésére szolgáltak, az 1990-es évek közepe óta nem vonatkoznak korlátozások a jogosult regisztrálókra. Az internet kereskedelmi forgalomba kerülésével és népszerűsítésével a domain megnyílt a nyilvánosság előtt, és gyorsan a webhelyek, az e-mailek és a hálózatépítés leggyakoribb legfelső szintű domainjévé vált. Sok vállalat, amely az 1997 és 2001 közötti időszakban virágzott – a „dot-com buborék” néven ismert idő – beépítette a com címkét a cégnevekbe; ezek dot-com vagy dot-com társaságok néven váltak ismertté. A domain biz 2001-es bevezetése, amely a megfelelő com-domain nevet nem regisztráló cégeket célozta meg, azt kívánta elérni, hogy a vásárlók ráébresszék, hogy legitim üzleti weboldalra érkeztek, bár ez nem érte el széles körű elterjedését.
Bár a világon bárhol regisztrálhatnak cégek com domaint, sok országban van másodszintű domain, hasonló céllal az országkód legfelső szintű domainje alatt (ccTLD), például Ausztrália (com.au), Kína (com.cn), Görögország (com.gr), Izrael (co.il), India (co.in), Indonézia (co.id), Japán (co.jp), Mexikó (com.mx), Dél-Korea (com.mx), Nepál (.com.mx), Nepál. (co.kr), Sri Lanka (com.lk), Egyesült Királyság (co.uk) és Vietnam (.com.vn).

## A legrégebbi második szintű domainek listája
| Rang | Létrehozás dátuma   | Domain neve   |
| ---- | ------------------- | ------------- |
| 1    | 1985. március 15    | symbolics.com |
| 2    | 1985. április 24    | BBN.com       |
| 3    | 1985. május 24      | think.com     |
| 4    | 1985. július 11     | MCC.com       |
| 5    | 1985. szeptember 30 | DEC.com       |
| 6    | 1985. november 7    | northrop.com  |
| 7    | 1986. január 9      | xerox.com     |
| 8    | 1986. január 17     | SRI.com       |
| 9    | 1986. március 3     | HP.com        |
| 10   | 1986. március 5     | bellcore.com  |
| 11   | 1986. március 19    | IBM.com       |
| 12   | 1986. március 19    | sun.com       |
| 13   | 1986. március 25    | intel.com     |
| 14   | 1986. március 25    | TI.com        |
| 15   | 1986. április 25    | ATT.com       |
| 16   | 1986. május 8       | GMR.com       |
| 17   | 1986. május 8       | tek.com       |
| 18   | 1986. július 10     | FMC.com       |
| 19   | 1986. július 10     | UB.com        |
| 20   | 1986. augusztus 5   | bell-atl.com  |
| 21   | 1986. augusztus 5   | GE.com        |
| 22   | 1986. augusztus 5   | grebyn.com    |
| 23   | 1986. augusztus 5   | ISC.com       |
| 24   | 1986. augusztus 5   | NSC.com       |
| 25   | 1986. augusztus 5   | stargate.com  |
| 26   | 1986. szeptember 2  | Boeing.com    |
| 27   | 1986. szeptember 18 | ITCorp.com    |
| 28   | 1986. szeptember 29 | siemens.com   |
| 29   | 1986. október 18    | pyramid.com   |
| 30   | 1986. október 27    | alphaDC.com   |
| 31   | 1986. október 27    | BDM.com       |
| 32   | 1986. október 27    | fluke.com     |
| 33   | 1986. október 27    | inmet.com     |
| 34   | 1986. október 27    | kesmai.com    |
| 35   | 1986. október 27    | mentor.com    |
| 36   | 1986. október 27    | NEC.com       |
| 37   | 1986. október 27    | ray.com       |
| 38   | 1986. október 27    | rosemount.com |
| 39   | 1986. október 27    | vortex.com    |
| 40   | 1986. november 5    | alcoa.com     |
| 41   | 1986. november 5    | GTE.com       |
| 42   | 1986. november 17   | adobe.com     |
| 43   | 1986. november 17   | AMD.com       |
| 44   | 1986. november 17   | DAS.com       |
| 45   | 1986. november 17   | data-IO.com   |
| 46   | 1986. november 17   | octopus.com   |
| 47   | 1986. november 17   | portal.com    |
| 48   | 1986. november 17   | teltone.com   |
| 49   | 1986. december 11   | 3Com.com      |
| 50   | 1986. december 11   | amdahl.com    |

| Rang | Létrehozás dátuma   | Domain neve    |
| ---- | ------------------- | -------------- |
| 51   | 1986. december 11   | CCUR.com       |
| 52   | 1986. december 11   | CI.com         |
| 53   | 1986. december 11   | convergent.com |
| 54   | 1986. december 11   | DG.com         |
| 55   | 1986. december 11   | peregrine.com  |
| 56   | 1986. december 11   | quad.com       |
| 57   | 1986. december 11   | SQ.com         |
| 58   | 1986. december 11   | tandy.com      |
| 59   | 1986. december 11   | TTI.com        |
| 60   | 1986. december 11   | unisys.com     |
| 61   | 1987. január 19     | CGI.com        |
| 62   | 1987. január 19     | CTS.com        |
| 63   | 1987. január 19     | SPDCC.com      |
| 64   | 1987. január 19     | apple.com      |
| 65   | 1987. március 4     | NMA.com        |
| 66   | 1987. március 4     | prime.com      |
| 67   | 1987. április 4     | philips.com    |
| 68   | 1987. április 23    | datacube.com   |
| 69   | 1987. április 23    | KAI.com        |
| 70   | 1987. április 23    | TIC.com        |
| 71   | 1987. április 23    | vine.com       |
| 72   | 1987. április 30    | NCR.com        |
| 73   | 1987. május 14      | cisco.com      |
| 74   | 1987. május 14      | RDL.com        |
| 75   | 1987. május 20      | SLB.com        |
| 76   | 1987. május 27      | parcplace.com  |
| 77   | 1987. május 27      | UTC.com        |
| 78   | 1987. június 26     | IDE.com        |
| 79   | 1987. július 9      | TRW.com        |
| 80   | 1987. július 13     | unipress.com   |
| 81   | 1987. július 27     | dupont.com     |
| 82   | 1987. július 27     | lockheed.com   |
| 83   | 1987. július 28     | rosetta.com    |
| 84   | 1987. augusztus 18  | toad.com       |
| 85   | 1987. augusztus 31  | quick.com      |
| 86   | 1987. szeptember 3  | allied.com     |
| 87   | 1987. szeptember 3  | DSC.com        |
| 88   | 1987. szeptember 3  | SCO.com        |
| 89   | 1987. szeptember 22 | gene.com       |
| 90   | 1987. szeptember 22 | KCCS.com       |
| 91   | 1987. szeptember 22 | spectra.com    |
| 92   | 1987. szeptember 22 | WLK.com        |
| 93   | 1987. szeptember 30 | mentat.com     |
| 94   | 1987. október 14    | WYSE.com       |
| 95   | 1987. november 2    | CFG.com        |
| 96   | 1987. november 9    | marble.com     |
| 97   | 1987. november 16   | cayman.com     |
| 98   | 1987. november 16   | entity.com     |
| 99   | 1987. november 24   | KSR.com        |
| 100  | 1987. november 30   | NYNEXST.com    |